# Sophie von Istrien
Sophie von Istrien († 6. September 1132) aus dem Hause Weimar-Orlamünde war Gräfin von Andechs.

## Leben
Sophie war die Tochter des Markgrafen Poppo II. von Istrien-Krain aus dem Hause Weimar-Orlamünde († 1095/1103/1107) und der Richgardis/Richardis von Spanheim († 1112/1130). Ihre Großeltern väterlicherseits waren Ulrich I. von Weimar-Orlamünde († 1070), Markgraf von Istrien, und die Arpadin Sophia von Ungarn († 1095); die Großeltern mütterlicherseits waren Engelbert I. von Spanheim († 1096), Markgraf von Istrien, und Hedwig von Sachsen (oder Hedwig von Eppenstein?).
In ihre Ehe mit Graf Berthold II. von Andechs brachte sie als Mitgift Güter südöstlich der Alpen ein. Nach dem Tod ihres Bruders, Markgraf Poppo III. von Istrien, nach 1141 konnte Berthold für sein Haus den Großteil von dessen Erbe in Krain, Kärnten und der Untersteiermark sichern.
Sophie starb 1132 und ist im Kloster Dießen begraben.

## Familie
Kinder aus ihrer Ehe mit Berthold II. von Andechs:
- Poppo († 1148)
- Berthold († 1188)
- Otto († 1196), Bischof von Brixen, Bischof von Bamberg
- Gisela († nach 1150), ⚭ Diepold II. († 1160/65), Graf von Berg-Schelklingen